# Red baron

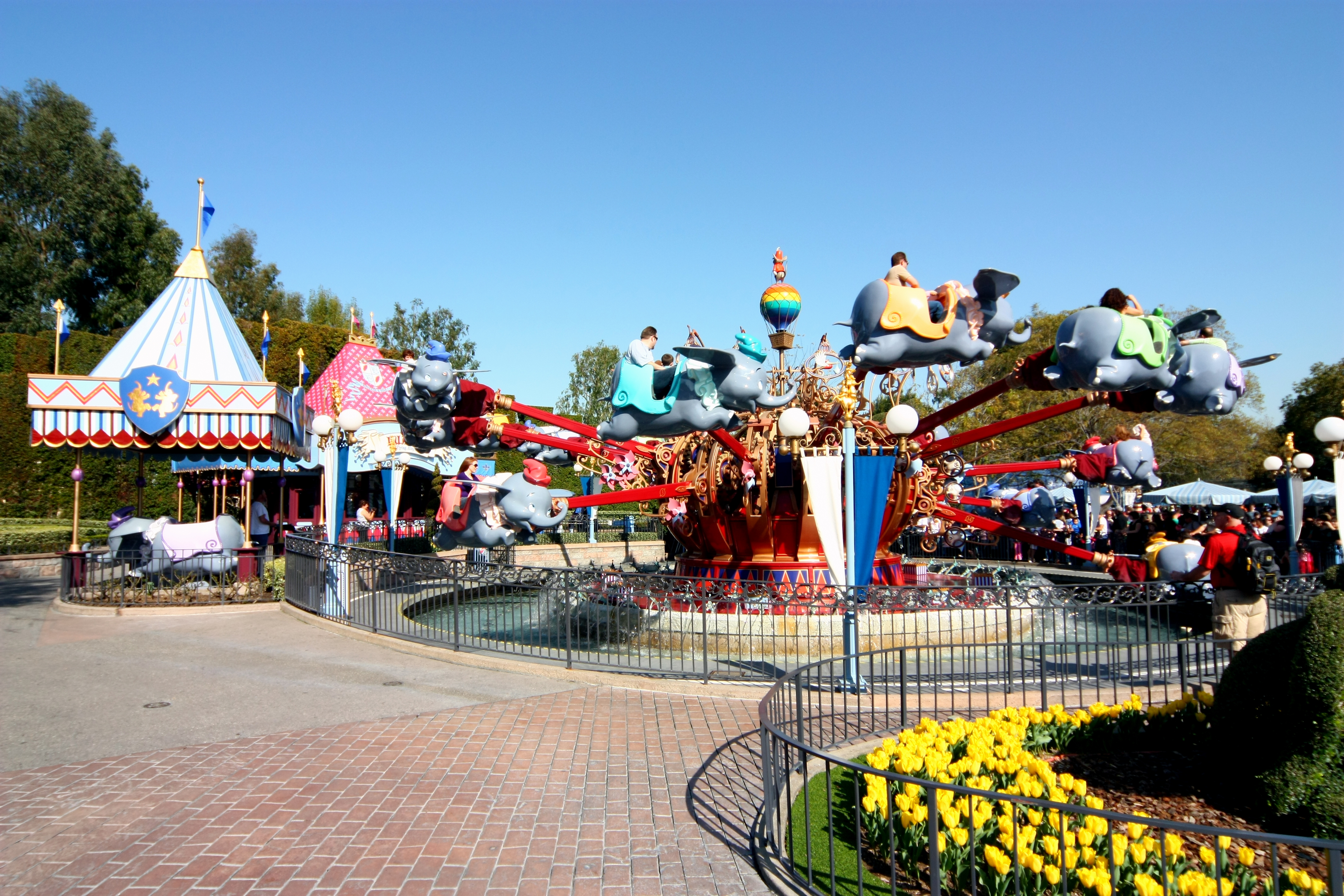
Een red baron in het Disneyland Resort

Een red baron (Nederlands: rode baron), soms ook bekend als een draaimolen met armen, is een attractietype dat voorkomt in attractieparken en op kermissen.
De red baron heeft veel weg van een draaimolen en zweefmolen. Alle voertuigen staan los van elkaar en zitten vast aan een draaiplatform in het midden van de cirkelvormige attractie. Door middel van hydrauliek, kunnen de voertuigen afzonderlijk van elkaar omhoog of omlaag, terwijl de molen draait. Deze beweging kan in sommige red barons door de bezoeker zelf geactiveerd worden door middel van knoppen of een hendel in het voertuig. De thematisering van de voertuigen loopt uiteen van vliegtuigen en helikopters tot kikkers, orka's en Dumbo.

## Fabrikanten
De red baron wordt door verschillende fabrikanten gefabriceerd en soms onder andere namen verkocht.
- Zamperla - Mini Jet
- Zierer - Flying Fish
- HUSS - Fly Willy
- Chance Rides - Red Baron
- Preston & Barbieri - Flying Elephants
- SBF Visa Group - Mini Jet